# Booleovo pravidlo
Booleovo pravidlo, díky velmi rozšířené typografické chybě často označované jako Bodeovo pravidlo je v matematice metoda numerické integrace pojmenovaná po George Booleovi, která aproximuje určitý integrál pomocí hodnoty funkce ƒ v pěti stejně vzdálených bodech.

## Vzorec
Booleovo pravidlo aproximuje určitý integrál funkce ƒ na intervalu {\displaystyle \langle x_{1},x_{5}\rangle }
{\displaystyle \int _{x_{1}}^{x_{5}}f(x)\,dx}
pomocí hodnot funkce ƒ v pěti stejně vzdálených bodech
{\displaystyle x_{1},\quad x_{2}=x_{1}+h,\quad x_{3}=x_{1}+2h,\quad x_{4}=x_{1}+3h,\quad x_{5}=x_{1}+4h.\,}
vzorcem
{\displaystyle \int _{x_{1}}^{x_{5}}f(x)\,dx={\frac {2h}{45}}\left(7f(x_{1})+32f(x_{2})+12f(x_{3})+32f(x_{4})+7f(x_{5})\right)+{\text{ET}},}
přičemž chybový člen ET je
{\displaystyle {\text{ET}}=-\,{\frac {8}{945}}h^{7}f^{(6)}(c)}
pro nějaké číslo c mezi x1 a x5. (945 = 1 × 3 × 5 × 7 × 9.)